# 수성초등학교 (경기)
수성초등학교는 대한민국 경기도 수원시 장안구에 있는 공립 초등학교이다. 외발자전거 잘하는 학교다.

## 연혁
- 2001. 01. 05 수성초등학교 설립 인가
- 2002. 02. 14 수성초등학교병설유치원 설립인가
- 2002. 03. 02 수성초등학교 개교(17학급)
- 2002. 03. 08 수성초등학교 병설유치원 개원
- 2011. 09. 01 제6대 김태화 교장 부임
- 2015. 02. 13 제13회 졸업식(남49, 여50, 계99명 누계:2,105명)
- 2015. 03. 02 23학급 편성(특수 1학급 포함)